# Conditionering van afval
Conditionering, immobilisatie of solidificatie van afval is een verzameling van bewerkingen, chemisch, dan wel fysisch, die de verspreidbaarheid van het afval reduceren.
Een voorbeeld is de conditionering van (radioactieve) concentraten met behulp van hydraulische bindmiddelen zoals cement.  De conditionering van deze vloeibare afvalstromen is een toegepast onderzoeksdomein met relatief grote onderzoeksactiviteit, zo wordt onder meer gedemonstreerd door symposia georganiseerd door onder meer CEA met participanten wereldwijd.

## België
In België legt NIRAS de criteria op waaraan radioactief afval moet voldoen (na immobilisatie) om een veilig beheer van het afval te kunnen garanderen.
Conditioneringstechnieken worden ook toegepast op niet-radioactief afval; onder meer bij Indaver.